# 東邦航空
東邦航空株式会社（とうほうこうくう）は、日本で唯一のヘリコミューター輸送を行っている航空会社である。

## 概要
ヘリコミューター輸送を行っている。また、ヘリコプターを使用した山小屋への物資荷上げや、送電線建設、遊覧飛行なども行っている。2011年にはドクターヘリ事業を開始した。川田工業の連結子会社である。
かつてはヘリコプターを使用した民間山岳遭難救助活動も行っており、2000年には山岳救助部門を「有限会社トーホーエアーレスキュー」として分社化したが、2002年にヘリコプターを利用した民間山岳救助のパイオニア的存在であった同社代表の篠原秋彦が救助活動中の事故により死亡し、山岳遭難救助から撤退した。

## 沿革
- 1960年 - 三ツ矢航空として発足。
- 1966年 - 特撮テレビドラマ「ウルトラQ」に、星川航空の名で三ツ矢航空の所有機が登場している。
- 1967年 - 東邦航空に社名変更し、その後はヘリと固定翼を併用した総合的な運航会社として発展してきた。
- 1993年 - 東京都島しょ振興公社の協力のもと、伊豆諸島の六島（大島、利島、三宅島、御蔵島、八丈島、青ヶ島）を結ぶ路線「東京愛らんどシャトル」の運航を開始。
- 2005年 - 9月21日に本社を調布市の調布飛行場から、東京都江東区新木場の東京ヘリポートへ移転。
- 2011年 - 3月11日の東日本大震災において、東北支社のある仙台空港が津波により壊滅的被害を受け、同社管理の報道ヘリコプター等が多数流出した。空港は管制機能を喪失していたが、東北地方整備局から運航を委託されていた災害対策用ヘリコプターの機長が、独自の判断で離陸し情報収集に当たっている[2]。
- 2012年 - 11月13日 東京愛らんどシャトル搭乗者30万人達成[3][4]。

### 事故・インシデント
1980年代前半は農薬散布中の事故が多発した。2000年代以降は資材輸送、物資輸送中の事故が多く発生している。
- 1974年（昭和49年）4月7日 - 調布飛行場でセスナ175A（英語版）（JA3136）が地上滑走中に建物と接触、中破した。
- 1975年
  - 5月17日 - 福島県郡山市で川崎ベル47G3B-KH4（JA7501）がエンジン始動時にメインローターの不具合により、メインローターがテイルブームに接触、中破した。
  - 10月27日 - 宮城県黒川郡大郷町で肥料散布中のセスナA188B（英語版）（JA3731）が墜落、大破した。機長が死亡した。
- 1976年10月20日 - 調布飛行場でシュドSE3130アルエットII（JA9002）が、試験飛行終了後に着陸する際、格納庫にテイルローターを接触させ小破した。
- 1978年8月12日 - 岩手県宮古市で取材飛行中のセスナ172C（JA3175）が墜落、搭乗していた3名のうち機長および放送員が死亡、カメラマンが重傷を負った。
- 1979年
  - 3月20日 - 福島県原町市で資材輸送中のアエロスパシアルSA360C（英語版）（JA9166）がエンジンの不具合により不時着、中破した。
  - 8月6日 - 新潟県西蒲原郡西川町で農薬散布中のヒューズ269C（JA7573）がエンジンの不具合により不時着、中破した。
- 1980年4月7日 - 埼玉県飯能市で物資輸送中のSA315Bラマ（JA9081）が地上の吊り荷に接触してハードランディングとなり、大破した。
- 1980年
  - 7月21日 - 千葉県香取郡多古町で農薬散布中の川崎ベル 47G3B-KH4（JA7501）が高圧線に接触して墜落、大破した。機長が重傷を負った。
  - 8月15日 - 栃木県河内郡上河内村で農薬散布中の川崎ベル 47G3B-KH4（JA7520）が高圧線に接触して墜落、大破した。機長が重傷を負った。
- 1981年
  - 7月22日 - 新潟県燕市で農薬散布中のヒラーUH-12E（JA7665）が高圧線に接触して墜落、大破した。機長が軽傷を負った。
  - 12月29日 - 山形県山形市で写真撮影中のAS350B（JA9302）が墜落、中破した。搭乗していた機長、整備士、カメラマン1名が死亡、もう1名のカメラマンが軽傷を負った。
- 1982年6月4日 - 香川県小豆郡内海町で農薬散布中のヒラーUH-12E（JA7639）が高圧線を回避する際、立木に接触して墜落、大破した。機長が重傷を負った。
- 1984年
  - 4月8日 - 山形県の鳥海山で人員輸送中のSA360C（JA9231）が墜落、大破した。機長および同乗者6名が重傷を負った。
  - 7月13日 - 宮城県黒川郡大衡村で農薬散布中の川崎ベル47G3B-KH4（JA7475）が電柱の支線に接触して墜落、大破した。機長が死亡した。
- 1985年
  - 8月4日 - 新潟県北蒲原郡中条町で農薬散布中のAS350B（JA9340）のテイルローターに地上の調査員が接触、中破した。調査員は死亡した。
  - 8月7日 - 宮城県登米郡石越町で農薬散布中のヒューズ269C（JA7581）が送電線を回避する際に姿勢を崩し墜落、大破した。機長が軽傷を負った。
- 1988年6月8日 - 東京ヘリポートで取材飛行へ向かうSA341G（JA9164）がホバータクシー中にエプロンに不時着、中破した。
- 1991年（平成3年）6月5日 - 山形県東田川郡羽黒町で物資輸送中を行っていたSA360C（JA9166）が不時着、横転大破した。
- 1994年10月14日 - 長野県北安曇郡白馬村で白馬山荘へ物資輸送中を行っていたSA315Bラマ（JA9081）が吊り荷を地上に接触させ墜落、大破した。機長が重傷を負った。
- 1996年4月27日 - 長野県長野市篠ノ井でテレビ信州の取材飛行を行っていたAS350B（JA9792）が、長野放送の取材飛行を行っていたAS355F1（JA9633）と空中接触して墜落、東邦航空機は4名（機長、整備士、記者、カメラマン）が死亡した。
- 2002年
  - 1月6日 - 長野県大町市鹿島槍ヶ岳で山岳救助を行っていたSA315Bラマ（JA9826）が遭難者4名および救助隊員1名を救助用ネットでつり上げ中、救助隊員でありトーホーエアーレスキューの社長であった篠原秋彦が落下して死亡した。
  - 2月7日 - 東京都御蔵島村で物資輸送を行っていたSA315Bラマ（JA6166）が不時着、中破した。
- 2005年8月20日 - 山形県西村山郡西川町で資材輸送を行っていたSA315Bラマ（JA6117）の吊り荷が地上にいた技術者に衝突、技術者が死亡した。機体の損壊はなかった。
- 2007年
  - 6月2日 - 岐阜県中津川市で緑化資材散布を行っていたベル 412（JA9991）が墜落、大破した。機長が死亡した。
  - 6月4日 - 長野県松本市の穂高岳山荘で物資輸送を行っていたSA315Bラマ（JA9826）が墜落、大破した。
- 2008年10月23日 - 秋田県仙北市の田沢湖周辺で資材輸送を行っていたSA315Bラマ（JA6117）が接地面に敷いてあったブルーシートを巻き込み中破した。
- 2011年10月3日 - 神奈川県愛甲郡清川村で資材輸送を行っていたAS350B3（JA508A）が墜落、大破炎上した。乗員2名のうち機長が死亡、機上誘導員が重傷を負った。
- 2017年11月8日 - 山梨県早川町 から栃木県芳賀町の栃木ヘリポートに空輸中であったAS332L（JA9672）が群馬県多野郡上野村乙母の藤沢橋（北緯36度05分06.3秒 東経138度46分11.4秒 / 北緯36.085083度 東経138.769833度）に墜落、大破炎上し、乗員4名全員が死亡した[5]。事故前に機体を修理した際に一部の部品を交換する必要があったのに怠っていたことが分かり、2018年2月2日に国土交通省東京航空局が航空法に基づき事業改善命令を出した[6]。
- 2018年8月10日 - 群馬県前橋市のヘリポートを離陸し、途中長野原町で消防隊員を乗せ、草津町付近を飛行していた群馬県防災航空隊のベル 412EP（JA200G）が、草津白根山付近で行方不明になった。その後、機体の残骸が発見された。乗員乗客9人全員が死亡[7][8]。
- 2019年（令和元年）6月21日 - 神奈川県愛川町の事件[9]を取材していたテレビ朝日のヘリコプターのエンジン2機のうち片方が停止し、同市の河川敷に緊急着陸した[10]。

## 定期航空路線
- 八丈島 - 青ヶ島 - 八丈島 - 御蔵島 - 三宅島 - 大島 - 利島 - 大島 - 三宅島 - 御蔵島 - 八丈島

（すべて1日1便・通年運航）

## 主な運航機種
シコルスキー・エアクラフト
- S-76C+、S-76C++

エアバス・ヘリコプターズ
- SA365N1 AS365N2.3 ドーファン2
- AS355F2.N エキュレイユ2、AS350B、AS350B2、AS350B3 B3e エキュレイユ
- EC155B
- EC135P1、EC135T1、EC135T2

川崎重工業/エアバス・ヘリコプターズ
- BK117C-2
- BK117D-3

ベル・ヘリコプター
- ベル412EP

アグスタウェストランド
- AW139

セスナ
- 172N/Pスカイホーク

## 事業所
- 本社（東京ヘリポート）
- 東北事業所（仙台空港）
- 花巻事業所（花巻空港）
- 調布事業所（調布飛行場）
- 八丈島事業所（八丈島空港）
- 新潟事業所（新潟空港）
- 富山事業所（富山空港）
- 長野事業所（長野ヘリポート）
- 松本事業所（松本空港）
- 静岡事業所（静岡ヘリポート）
- 八尾事業所（八尾空港）

## 主要取引先

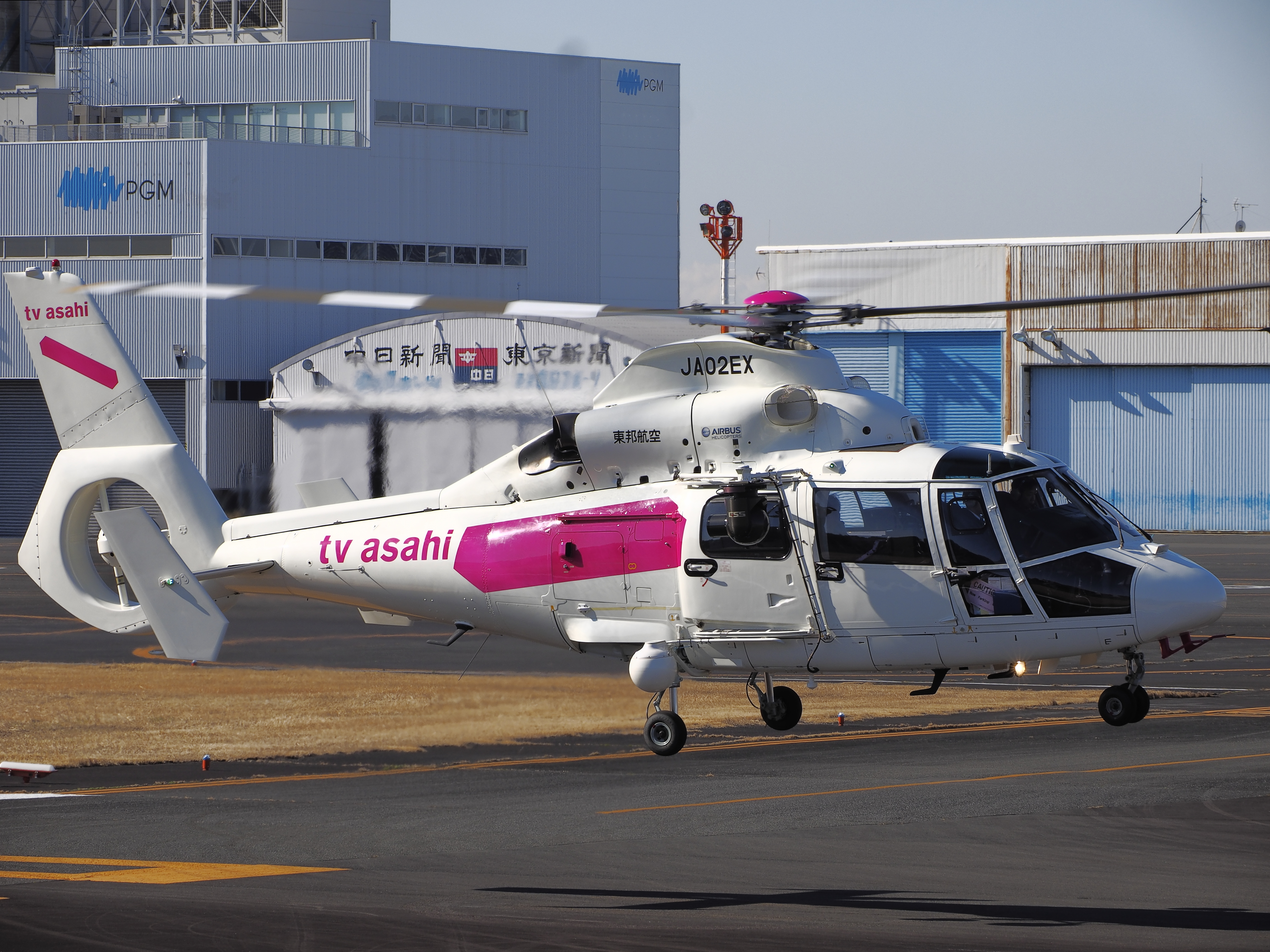
東邦航空が運航するテレビ朝日の報道機 JA02EX

- 官公庁

国土交通省（東北地方整備局、関東地方整備局、北陸地方整備局）、環境省、林野庁、日本気象協会
- 都・県

岩手県、山形県、群馬県、東京都、新潟県、富山県、静岡県、奈良県、和歌山県、東京都島しょ振興公社
- 新聞社・通信社

産業経済新聞社、日本経済新聞社、信濃毎日新聞、河北新報社、山形新聞社、共同通信社
- 放送局・放送関係

日本放送協会、NHKアイテック、日本電気、池上通信機、ソニー、加藤電気工業所、電気興業、デンロコーポレーション、東通インターナショナル
NNN系列：日本テレビ放送網、テレビ信州、宮城テレビ放送
ANN系列：テレビ朝日、静岡朝日テレビ、長野朝日放送、新潟テレビ21、東日本放送
JNN系列：東北放送
FNN系列：フジテレビジョン、仙台放送
- 観光

藤田観光、JTB、白馬観光開発、苗場山観光、東海フォレスト、北アルプス山小屋組合
- その他

大日本コンサルタント、アジア航測、東日本旅客鉄道（JR東日本）、日本ケーブル、NIPPO、新日本製鐵、神戸製鋼所、王子木材緑化、日清医療食品
石原コーポレーション合同会社